# Андреевская (Няндомское)
Андреевская — деревня в Няндомском районе Архангельской области.

## География
Находится в юго-западной части Архангельской области на расстоянии приблизительно 7 км на юго-запад по прямой от административного центра района города Няндома на правом берегу речки Боровиха.

## История
В 1873 году здесь было учтено 29 дворов, в 1905 — 35. Тогда деревня входила в Каргопольский уезд Олонецкой губернии. До 2022 года входила в Няндомское городское поселение до его упразднения.

## Население
Численность населения: 160 человек (1873 год), 254 (1905), 380 (русские 99 %) в 2002 году, 364 в 2010.